# Функція Мебіуса
Функція Мебіуса {\displaystyle \mu (n)} — мультиплікативна функція, яку застосовують у теорії чисел і комбінаториці, названа на честь німецького математика Мебіуса, який вперше розглянув її у 1831 р.

## Означення
{\displaystyle \mu (n)} визначена на множині всіх натуральних чисел {\displaystyle n} і набуває значення {\displaystyle {-1,\;0,\;1}} в залежності від вигляду розкладання числа {\displaystyle n} на прості множники:
- {\displaystyle \mu (n)=1}, якщо {\displaystyle n=1};
- {\displaystyle \mu (n)=0}, якщо {\displaystyle n} ділиться на квадрат простого числа;
- {\displaystyle \mu (n)=(-1)^{k}}, якщо канонічний розклад {\displaystyle n} має вигляд {\displaystyle n=p_{1}p_{2}...p_{k}}, де прості множники різні.

## Властивості й застосування
Функція Мебіуса мультиплікативна: для довільних взаємно простих чисел {\displaystyle a} і {\displaystyle b} виконується рівність
{\displaystyle \mu (ab)=\mu (a)\mu (b).}
Сума значень функції Мебіуса по всім дільникам цілого числа {\displaystyle n\geq 2} дорівнює нулю:
{\displaystyle \sum _{d|n}\mu (d)=\left\{{\begin{matrix}1,&n=1\\0,&n>1\end{matrix}}\right.}
Звідси, зокрема, випливає, що для довільної непорожньої скінченної множини кількість різних підмножин, які містять непарне число елементів, дорівнює кількості різних підмножин, які містять парне число елементів — факт, який застосовується у формулі обертання Мебіуса.
Функція Мебіуса пов'язана з функцією Ейлера {\displaystyle \varphi (n)} таким співвідношенням:
{\displaystyle \varphi (n)=\sum _{d|n}\mu (d){\frac {n}{d}},}
де в правій частині перераховуються всі дільники числа {\displaystyle n}.

## Обернення Мебіуса

### Перша формула обернення Мебіуса
Для арифметичних функцій {\displaystyle f} і {\displaystyle g},
{\displaystyle \ g(n)=\sum _{d|n}f(d)}
тоді і тільки тоді, коли
{\displaystyle f(n)=\sum _{d\,\mid \,n}\mu (d)g\left({\frac {n}{d}}\right)}.
Цю рівність також називають принципом обернення Дедекінда-Ліувілля на честь німецького математики Ріхарда Дедекінда (1831—1916) та французького математика Жозефа Ліувілля (1809—1882).

### Друга формула обернення Мебіуса
Для дійснозначних функцій {\displaystyle f(x)} і {\displaystyle g(x)}, визначених при {\displaystyle x\geqslant 1},
{\displaystyle g(x)=\sum _{n\leqslant x}f\left({\frac {x}{n}}\right)}
тоді і тільки тоді, коли
{\displaystyle f(x)=\sum _{n\leqslant x}\mu (n)g\left({\frac {x}{n}}\right)}.